# Sassnitz
Sassnitz è una città di 10 512 abitanti sul Mar Baltico e uno dei principali centri di Rügen, la più grande isola della Germania, appartenente al land Meclemburgo-Pomerania Anteriore (Mecklenburg-Vorpommern, Germania nord-orientale).
Appartiene al circondario (Landkreis) della Pomerania Anteriore-Rügen.
La città è un importante porto per i traghetti in partenza e in arrivo per e dalla Scandinavia: è collegata, tra l'altro, con Trelleborg (Svezia), Bornholm (Danimarca), ecc.

## Geografia fisica

### Posizione
La cittadina è situata nella parte nord-orientale dell'Isola di Rügen, a sud delle bianche scogliere di Stubbenkammer, situate all'interno del Parco nazionale di Jasmund.